# AppleTale
AppleTale（アップル テール）は、Flying Penguin Recordsが制作・運営する6人組のアイドルユニット。キャッチフレーズはアゲアゲガールズRockユニット、乙女Rockなガールズユニット。2010年4月1日結成（運営M&Astage）、2011年4月まほろばRecordsに運営変更、2012年4月Flying Penguin Recordsに運営変更、2013年4月活動休止。

## メンバー
- Yuna（白河優菜・リーダー） 1990年3月15日生まれ（2012年の日テレジェニックメンバー ）
- Mizuki（渡久山美月） 1992年3月8日生まれ （後にSiAM&POPTUNeで活動）
- Misato（前田美里） 1996年2月13日生まれ （後にSnowDropsでも活動。2014年の日テレジェニックメンバー ）
- Yuki（優希） 1995年1月6日生まれ
- Honoka（白崎ほのか） 1992年3月18日生まれ（後にDREAMING MONSTERで活動)

### 元メンバー
- Ruru（木野るる・元サブリーダー）
- Akari（伊藤朱里）
- Kiho（希帆・後にLLSで活動）
- Megumi（藤木愛・2代目サブリーダー）
- Yuho（優帆）

## メンバー変遷
- 2010年4月1日  Yuna/Ruru/Haruka/Kiho/Megumi/Yuhoの6人で結成。
- 2010年6月  Akariが加入。
- 2010年8月  Ruruが卒業。
- 2010年11月 Akariが卒業。
- 2011年1月  Mizukiが加入。
- 2011年3月  Misatoが加入。
- 2011年4月  Kihoが卒業。
- 2011年6月　Yukiが加入。
- 2011年7月　Honokaが加入。
- 2012年3月  Megumiが卒業。
- 2012年7月  Yuhoが卒業。
- 2013年4月  Yuki、Honokaが卒業。
- 2013年7月  Mizukiが卒業。

## ディスコグラフィ
1. CRUSH!/桜　2010年5月
2. エピソード/虹の輪　2010年7月 LSM-103
3. ココロのカギ/恋愛セオリー〜リピートダッシュ〜　2011年5月（MONDO TV「パチンコ激闘伝！実戦守山塾」エンディングテーマソング）まほろばRecords MHLB-0001
4. 超絶乙女〜武者修行編〜/CRUSH! 2012年1月（女子プロレスラー、朱里とのコラボレーション）まほろばRecords MHLB-0010
5. By Chance Wonderful/Party! Beat!　2012年7月Flying Penguin Records FLPR-0001
6. Perfect Blue/Materialize Day　2012年10月（テレビ東京系「特報！B級ニュースSHOW」エンディングテーマソング）Flying Penguin Records FLPR-0006
7. アルバム『アップルテール』 2012年12月 Flying Penguin Records FLPR-0007
  1. Crush!
  2. エピソード
  3. 虹の輪
  4. ココロのカギ
  5. 恋愛セオリー〜リピートダッシュ〜
  6. 超絶乙女〜武者修行編〜
  7. By Chance Wonderful
  8. Party Beat!
  9. Perfect Blue
  10. Materialize Day
  11. りんごの物語

## メディア

### TV
- 2010年 テレビ東京『今夜もドル箱』出演
- 2010年 テレビ埼玉『ごごたま』生放送出演
- 2010年 千葉テレビ『出番ですよ』出演
- 2010年 MXTV『mero.jpミュージックChannel』出演
- 2011年 MXTV『つんつべ♂』出演
- 2011年 BS11『秋葉系アイドルチャンネル』#7
- 2011年 テレビ東京『月刊MELODIX!』出演
- 2012年 千葉テレビ『ハピモ』生放送出演
- 2012年 千葉テレビ『ハピはぴクリスマス～ハピクリ～』生放送出演

### ラジオ
- 2010年 ラジオ放送TokyoFMにてCM出演
- 2010年 InterFM『76Records』にゲスト出演
- 2011年 ラジオ日本『Apple Taleのカンムリラジオ』
- 2011年 下北FM『アイドルライブ情報部☆』にゲスト出演

### 新聞
- 2010年　夕刊フジに掲載

### 雑誌
- 2011年 週刊大衆に掲載(渡久山)
- 2012年 週刊プロレスに掲載

### Web
- 2010年　『ZAKZAK』に掲載
- 2011年　あっ!とおどろく放送局『柚原凪の『シャカリキ!きゅあコレクション』』に出演
- 2011年　『アメーバスタジオ』に出演

### 主なイベント
- 『第1回「つんつべ♂フェス』（2011年10月16日 ESPミュージカルアカデミー本館B1ホール）
- 『ドルスタスペシャル Tokyo Idol Carnival ver.1』（2011年11月19日 中野サンプラザ）
- 『第2回「つんつべ♂フェス』（2011年12月18日 新宿BLAZE）
- 『Apple Bayside Party DX ～Non Stop耐久1stワンマンライブ～』（2012年1月3日　Shibuya O-Crest）初のワンマンライブ
- 『We are SMASH』（2012年1月19日 新宿FACE）
- 『ワンダーフェスティバル2012[冬]』(2012年2月12日 幕張メッセ)
- 『千葉ロッテマリーンズ始球式』 (2012年4月10日 QVCマリンフィールド)
- 『福生七夕まつり 2012」]』(2012年8月2日 JR福生駅西口駅前ひろば)
- 『TOKYO IDOL FESTIVAL 2012』(2012年8月4日～5日 お台場・青海特設会場)
- 『夏の浜辺の一本勝負！アニソン meets アイドル！VOL.2』(2012年8月20日 音霊 OTODAMA SEA STUDIO)
- 『夏サカス2012〜笑顔の扉〜 Apple Tale 新曲発表ミニライブ』(2012年8月27日 赤坂サカス)
- 『Apple Taleライブ』(2012年9月～10月 赤坂GENKI劇場）月曜レギュラーライブ
- 『Apple Tale「アップルテール」発売記念Asobit City一日ジャック』(2012年12月29日 Asobit City)
- 『Apple Tale 2nd ワンマンLive ～あけおめ！年初めから乙女ロック』(2013年1月5日 吉祥寺CLUB SEATA)
- 『アイドルなび Vol.2 ～Apple Bayside Party Last～』(2013年4月6日 吉祥寺CLUB SEATA)一時活動休止ライブ